# Costantino Brumidi
Constantino Brumidi (Roma, 26 luglio 1805 – Washington, 19 febbraio 1880) è stato un pittore italiano naturalizzato statunitense di origini greche.
Divenuto famoso per avere realizzato l'affresco che adorna l'interno della cupola del Campidoglio di Washington noto con il nome di "Apoteosi di George Washington" è ritenuto essere uno dei più importanti artisti americani della sua epoca.

## Biografia

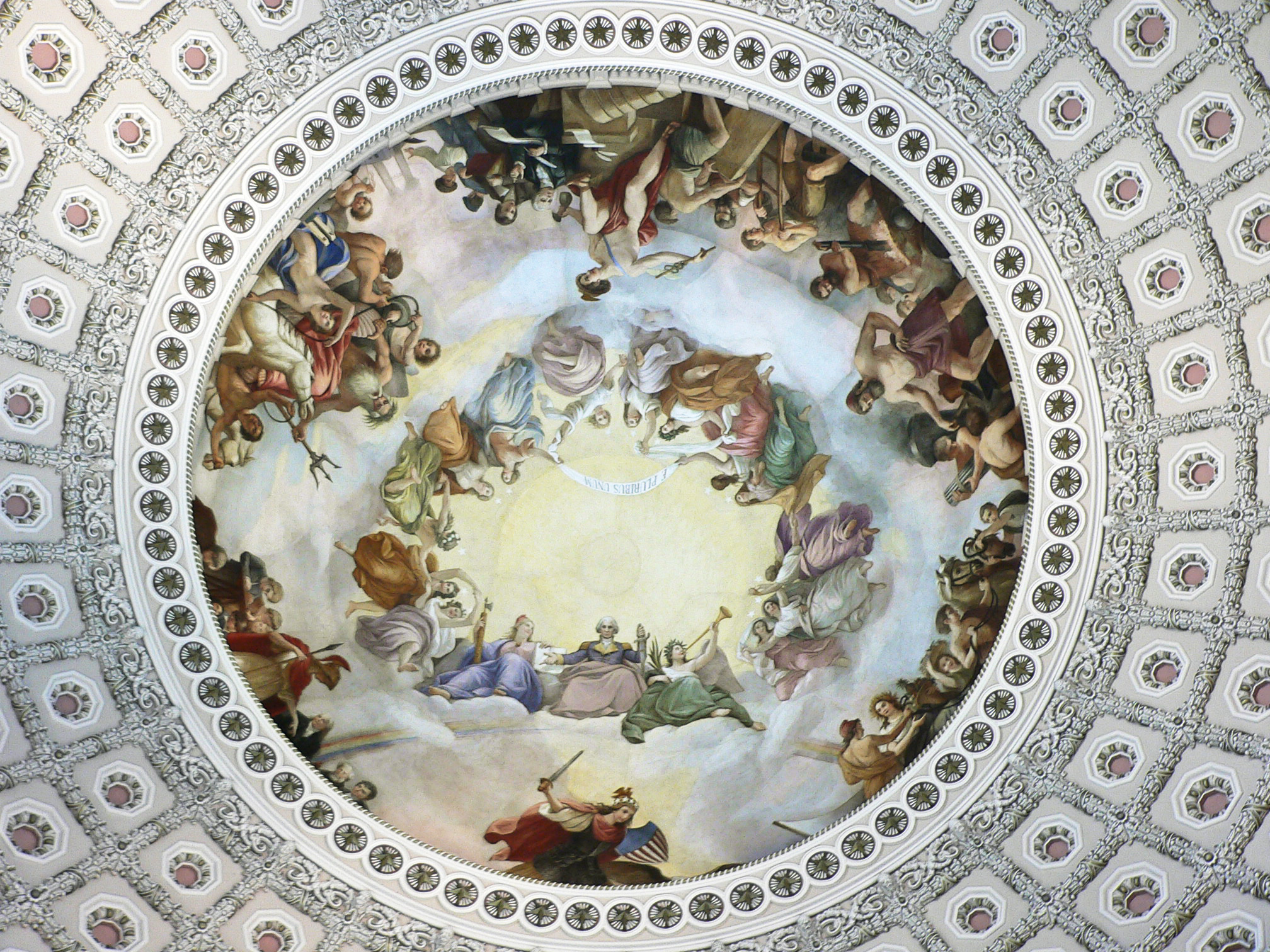
L'Apoteosi di George Washington

Nacque a Roma da padre greco e madre italiana. Il suo fu un talento che si manifestò molto precocemente tanto che ancora prima di emigrare negli Stati Uniti ebbe occasione di ricevere diversi incarichi. Tra questi degni di nota quelli ricevuti prima dalla famiglia Torlonia e in seguito da papa Gregorio XVI nel corso di tre anni durante i quali lavorò per lo Stato Pontificio.
Sempre durante questo periodo mentre si trovava a Roma ebbe anche occasione di collaborare con Domenico Tojetti.
L'evento che probabilmente spinse Brumidi ad emigrare fu l'occupazione di Roma nel 1849 da parte dei francesi. Dopo aver aderito brevemente alla Repubblica Romana ed essere stato per poco tempo incarcerato dal governo pontificio lasciò Roma, con la moglie e i figli e partì alla volta degli Stati Uniti, dove nel 1852 ricevette la cittadinanza e dove in seguito si risposò altre due volte. In questo primo periodo si stabilì a New York, dove continuò ad esercitare la professione di artista realizzando principalmente ritratti su commissione. Successivamente dopo essersi affermato come artista ricevette incarichi di maggiore rilevanza quale la crocefissione nella chiesa di Santo Stefano per la quale realizzò anche il martirio di Santo Stefano e l'assunzione di Maria. Sempre in questo periodo fu anche incaricato di realizzare un affresco per la Taylor's Chapel di Baltimora.
Nel 1854 Brumidi lasciò gli Stati Uniti alla volta del Messico dove realizzò una rappresentazione allegorica della santa trinità nella cattedrale di Città del Messico. Di ritorno dal Messico ebbe occasione di visitare Washington e il suo Campidoglio, dove gli si offrì la possibilità di realizzare alcune delle decorazioni. Assunto per tale compito dal Quartermaster general Montgomery C. Meigs il suo primo lavoro per conto del governo federale fu la realizzazione delle decorazioni per la sala conferenze del United States House Committee on Agriculture. Originariamente assunto con una paga giornaliera di 8 dollari al giorno, Jefferson Davis l'allora segretario della difesa, soddisfatto dall'opera del Brumidi, fece aumentare la sua paga a 10 dollari al giorno. Dopo che le sue opere erano state apprezzate anche da altri alti funzionari e personaggi di spicco, ricevette ulteriori incarichi da parte del governo federale e gradualmente assunse la carica se pure non ufficiale di artista di stato. Ciò nonostante la sua opera principale è ritenuta essere l'Apoteosi di George Washington realizzata all'interno della rotonda sul soffitto della cupola che sovrasta il campidoglio. Dal 1855 per i successivi 25 anni lavorò con grande perizia alla realizzazione di questa opera, tanto da meritarsi l'appellativo di "Michelangelo degli Stati Uniti".  Tuttavia l'opera al momento della morte del Brumidi era ancora incompiuta, nonostante egli avesse già realizzato la maggior parte delle decorazioni della rotonda e del suo affresco. Tra le sue opere principali sempre realizzate per conto del governo federale degna di nota è anche la realizzazione di una serie di affreschi che adornano il cosiddetto corridoio di Brumidi.
Ulteriori sue opere si trovano nelle chiese di Filadelfia, a Frederick nello stato federale del Maryland e nella chiesa di Santo Stefano a Manhattan.
Brumidi cambiò il proprio nome da Costantino a "Constantino", aggiungendo così una "n" in più in onore probabilmente delle origini greche del padre. Egli morì il 19 febbraio 1880 a Washington mentre lavorava al suo ultimo affresco; infatti cadde da una impalcatura e poco dopo spirò.